# De gierige dame
De gierige dame is een van de titels die gegeven wordt aan een sage die in Enkhuizen wordt gelokaliseerd.

## Het verhaal
In Enkhuizen woont in het begin van de zestiende eeuw een gierige dame, ze eist dat de pacht op tijd betaald wordt. Als ze ziek is, komt een boer de pacht brengen en ze geeft een ontvangstbewijs. Ze voelt dat ze gaat sterven en haar meid Katrijn moet beloven haar goudgeld onder haar hoofd in de doodskist te leggen, zodat ze haar schatten niet kwijt raakt. Als de vrouw sterft, doet Katrijn dit en ze gaat met de familie naar de Pancraskerk. De familie vraagt zich af wat de erfenis is, maar ze vinden geen stuiver in het huis. Ze hebben het ontvangstbewijs van vijfentwintig gulden gezien en roepen Katrijn.
De dienstbode zegt het geld niet gestolen te hebben en de schout wordt geroepen. Katrijn vertelt wat er is gebeurd en de oudste wil het lijk opgraven. Ze gaan naar de kerk en openen het deksel van de doodskist. Er zijn slangen en hagedissen en er komt een zwaveldamp uit de kist. De familie vlucht de kerk uit en het graf wordt dichtgegooid. De schout besluit de mensen te waarschuwen voor de gevolgen van gierigheid en daarom is er nog altijd een grafzerk in de kerk te zien met een persoon die door slangen wordt omringd.

## Achtergronden
- Er zijn vele verhalen over mensen die na de dood geen rust kunnen vinden, zie bijvoorbeeld De gestolen duit, Het doodshemdje, Het eigenzinnige kind en Een ziel in zee.

## Referentie
- U.M. West-Friesland - Hoorn december 1945. Bij ons in Henkuzen...! door Gerhard Stavenuiter (de Toeter) blz. 22 (in dialect)
- Het gebeuren werd eind vorige eeuw in de vorm van een korte film verfilmd voor tv.